# آدم ماركوس (رياضياتي)
آدم ماركوس (بالإنجليزية: Adam Marcus)‏ هو رياضياتي أمريكي، ولد في 1 أغسطس 1979 في الولايات المتحدة.